# Tous contre Buffy
Tous contre Buffy est le 5e épisode de la saison 6 de Buffy contre les vampires.

## Résumé
Incertaine sur ce qu'elle veut faire, Buffy décide d'explorer plusieurs options. De son côté, le Trio a l'intention de tester les capacités de Buffy, chaque membre lui préparant une épreuve en lien avec leur domaine respectif de compétence. C'est Warren qui commence en mettant sur Buffy un objet de son invention qui accélère le temps autour d'elle alors que la Tueuse comptait assister à des cours à l'université. Mais elle arrive finalement à repérer l'objet et Warren le fait alors s'auto-détruire.  
Ensuite, alors que Buffy travaille avec Alex sur un chantier, c'est Andrew qui la teste en invoquant des démons qui l'attaquent et qu'elle seule peut voir, semant le chaos sur le chantier. Buffy les tue tous mais elle est virée de ce nouveau travail. Elle travaille ensuite à la boutique magique avec Giles et Anya mais Jonathan la piège dans une boucle temporelle dont Buffy a le plus grand mal à se sortir. Plus tard, la Tueuse rend visite à Spike et s'enivre avec du whisky. Le vampire l'emmène dans un bar où il joue au poker. Alors qu'ils en sortent, ils remarquent le van du Trio, que Buffy avait déjà repéré auparavant. Jonathan crée une diversion permettant au Trio de s'échapper. Le lendemain, alors que Buffy souffre d'une énorme gueule de bois, Giles lui offre un chèque d'une somme importante pour l'aider à gérer sa difficile situation financière.

## Production
Les crédits du scénario sont partagés entre David Fury et Jane Espenson. Fury a écrit la première partie (Buffy à l'université et au chantier) et Espenson la deuxième (à partir de Buffy à la boutique magique).